# لایتیلا
لایتیلا (به لاتین: Laitila) یک شهرک در فنلاند است که در جنوب غرب فنلاند واقع شده‌است. این شهرک در سال ۲۰۱۷ میلادی ۸٬۶۱۱ نفر جمعیت داشته‌است.

## خواهرخوانده
شهرهای وورو و بخش هریدا خواهرخوانده‌های لایتیلا هستند.